# ウィンスタンレー・バンコレ・ジョンソン
ウィンスタンレー・R・バンコレジョンソン（Winstanley R.Bankole-Johnson）とは西アフリカはシエラレオネの政治家及びシエラレオネの首都フリータウンの元市長（2004年-2008年）。
2004年7月3日フリータウン自治体はフリータウン西の区の議員であるバンコレジョンソンはフリータウンの市議会で市長選挙の結果、フリータウンの新しい市長に選ばれた。バンコレジョンソン新市長は内戦で破壊されたフリータウンの都市を修復し、現在問題になっているフリータウンの都市のいたる所に点在する廃物を取り除いて美しい都市にする事、発展出来るような都市開発を進める専念を宣言をした。
2005年11月9日アメリカ合衆国ニュージャージー州のフランクリン長区へ訪問し、フランクリン市建物でニュージャージー州フランクリン町区居住のシエラレオネ人達も見守る式の際、フランクリン市長から布告及びギフトを受け取ったりして親交を深め貢献した。またバンコレジョンソン市長はフランクリン後療センターなどを査察した。
2005年フリータウンと友好交流のあるイギリスのキングストン・アポン・ハル市との第25記念日に印を付けるためバンコレジョンソン市長はキングストン・アポン・ハル市を訪問し、キングストン・アポン・ハル市長と改めて両市が国際交流して協力などしていく事に同意した。
2008年1月7日にはバンコレジョンソンに代わってハーバート・ジョージ・ウィリアムズ（Herbert George-Williams）がフリータウンの新市長になった。